# Сушич, Тино-Свен
Ти́но-Свен Су́шич (босн. Tino-Sven Sušić; 13 февраля 1992, Сараево) — боснийский и бельгийский футболист, полузащитник клуба «Табор». Выступал в сборной Боснии и Герцеговины. Сын Сеада Сушича и племянник Сафета Сушича.

## Карьера

### Клубная
Уроженец Сараево, Тино-Свен вместе с родителями перебрался из разрушенной войной Боснии в Бельгию в раннем возрасте. Выступал в детстве за команды «Визе» и «Генк», но профессиональное обучение прошёл в академии льежского «Стандарда». С 2010 по 2012 годы числился в официальном составе клуба, однако провёл только один товарищеский матч в его основе. В 2012 году подписал четырёхлетний контракт со сплитским «Хайдуком».
Дебютировал за "Хайдук" 19 июля в матче Лиги Европы против Сконто. 31 октября забил первый гол в ворота клуба "Сплит". В феврале 2015 подписал новый трёхлетний контракт с "Хайдуком".
29 августа 2016 за 2 миллиона евро перешёл в "Генк".
В 2019 перешёл в австрийский клуб "Хартберг".
2 октября 2021 подписал контракт с краснодарской "Кубанью". 17 марта 2022 покинул клуб.

### В сборной
В августе 2010 года был призван в юношескую сборную Бельгии старшей возрастной категории (до 18/19 лет). Провёл 8 матчей и забил 1 гол. Получил приглашение от сборной Хорватии, но в октябре 2013 года принял решение выступать за сборную Боснии и Герцеговины. 5 марта 2014 года дебютировал за сборную Боснии и Герцеговины в товарищеском матче против сборной Египта.

## Достижения
«Хайдук» (Сплит)
- Обладатель Кубка Хорватии: 2012/13